# Sudiste
Sudiste – wieś w Estonii, w prowincji Viljandi, w  gminie Mulgi (poprzedne gminie Karksi).